# Symplecta (Psiloconopa) shoshone
Symplecta (Psiloconopa) shoshone is een tweevleugelige uit de familie steltmuggen (Limoniidae). De soort komt voor in het Nearctisch gebied.